# @atutowy
@atutowy, właśc. Adam Wiśniewski – polski muzyk, kompozytor, producent muzyczny, wokalista oraz autor tekstów.
W 2021 roku uzyskał nominację do nagrody polskiego przemysłu fonograficznego Fryderyk w kategorii „Producent muzyczny roku”.

## Kariera
W 2019 roku rozpoczął swoją karierę muzyczną i zaczął tworzyć swoje pierwsze utwory. Następnie dołączył do wytwórni muzycznej Def Jam Recordings Poland i Universal Music Polska.
W swojej karierze tworzył utwory i współpracował z polskimi artystami takimi jak: Taco Hemingway, Oki, Pezet, Young Leosia, Kukon, Bedoes 2115, czy Dawid Kwiatkowski.
Jest także jednym z autorów debiutanckiego singla Krystiana Ochmana, zwycięzcy 11. edycji The Voice of Poland oraz utworu „River”, będącym utworem reprezentującym Polskę na Konkursie Piosenki Eurowizji 2022, który odbył się w Turynie.
W 2021 roku uzyskał nominację do nagrody polskiego przemysłu fonograficznego Fryderyka w kategorii „Producent muzyczny roku”.
W swojej karierze był także współautorem wielu utworów, które zdobyły certyfikaty sprzedaży, jak np. singel „BFF” autorstwa Young Leosi, który uzyskał platynową płytę, czy singel Aviego „Nieskończoność”, który wyróżniono złotą płytą.
W latach 2021-2024 był nieprzerwanie wybierany przez gremium redakcji portalu rapowego Popkiller producentem roku.

## Życie prywatne
Pochodzi z Dąbrowy Górniczej. Ukończył I stopień szkoły muzycznej. Ukończył także studia na Akademii Muzycznej im. Karola Szymanowskiego w Katowicach.
Wśród swoich inspiracji muzycznych wymienił przede wszystkim Kanye Westa. W wielu wywiadach podkreślał, że to dzięki słuchaniu jego muzyki, zaczął tworzyć własną.
28 września 2020 roku za pośrednictwem serwisu Instagram, poinformował swoich fanów, o tym, że wziął ślub z Aleksandrą Wolak.

## Nagrody i wyróżnienia
| Rok  | Kategoria                                       | Nagroda    | Nota      | Źródło |
| ---- | ----------------------------------------------- | ---------- | --------- | ------ |
| 2021 | Producent / Producentka / Team producencki roku | Fryderyki  | Nominacja | [ 1 ]  |
| 2021 | Producent roku - nagroda gremium                | Popkillery | Laur      | [ 4 ]  |
| 2022 | Producent roku - nagroda gremium                | Popkillery | Laur      | [ 5 ]  |
| 2023 | Producent roku - nagroda gremium                | Popkillery | Laur      | [ 6 ]  |
| 2024 | Producent roku - nagroda gremium                | Popkillery | Laur      | [ 7 ]  |